# Röda Lacket

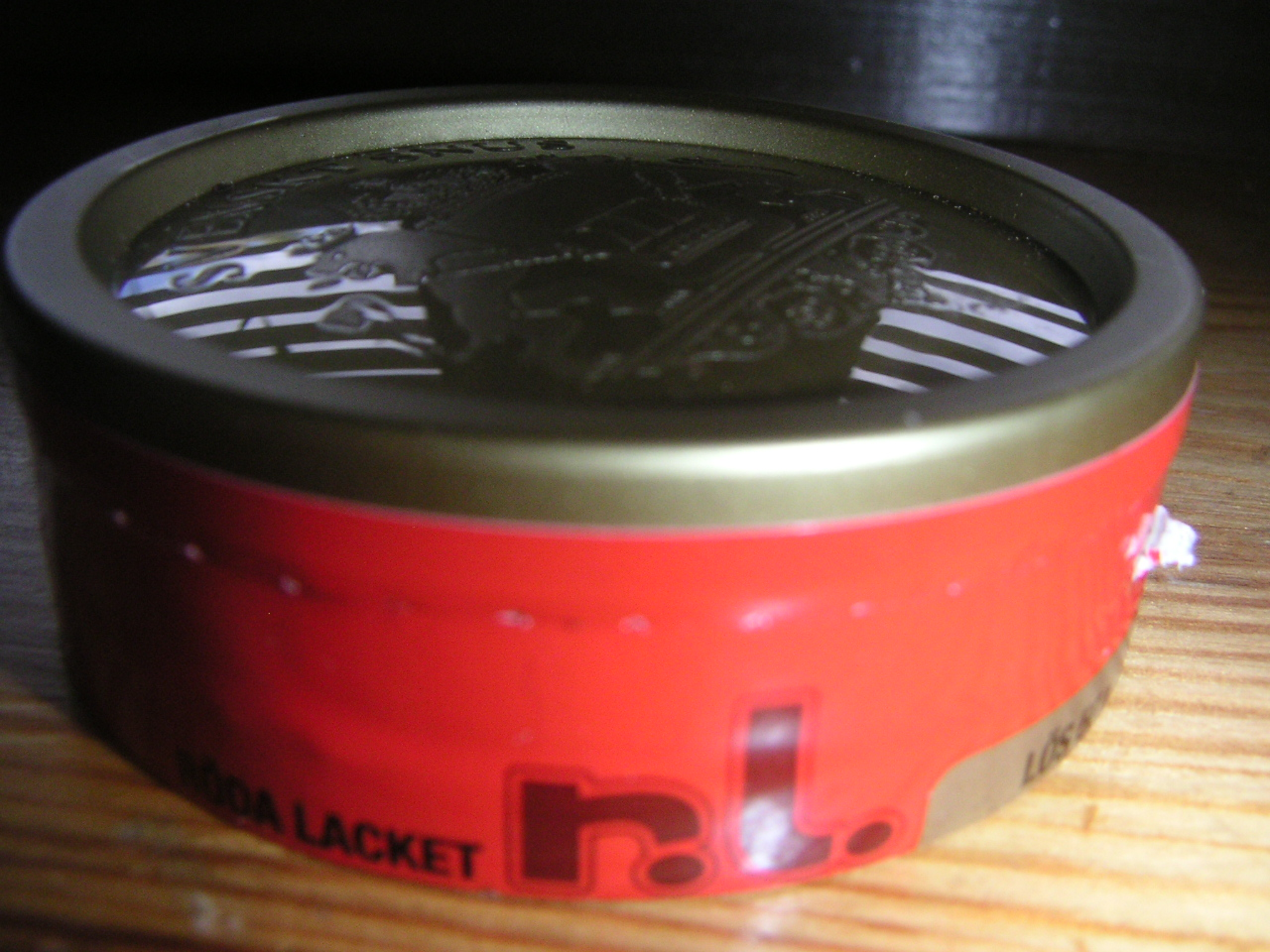
Röda Lacket lössnus (2007)

Röda Lacket är ett finkornigt svenskt snus, vars recept skapades under 1700-talet. Varumärket registrerades 1850, vilket inte bara gör det till ett av de äldsta snusvarumärkena, utan också ett av de äldsta varumärkena överhuvudtaget.

## Ursprung
Petter Swartz (1726–1789) växte upp i Kroppa socken, Bergslagen. Då han flyttade till Norrköping, introducerade han först italiensk dubbelbokföring, därefter startade han, år 1753, en snusfabrik.
Med hjälp av brodern, Olof Swartz, växte den småskaliga verksamheten till en industri som, med tidens mått mätt, var tekniskt avancerad. För fabrikens energibehov användes t.ex. ett hästdrivet, gigantiskt kugghjul, vilket senare ersattes av vattenkraft. Då verksamheten stod på sin topp, odlades 395 000 m² tobak på fälten kring Norrköping. Den skördade tobaken lufttorkade i tre stora trälador.
Bröderna Swartz byggde sin verksamhet på sju recept. Det mest framgångsrika var Röda Lacket, vilket inte bara såldes lokalt utan även i Stockholm och sedermera över hela landet.

## Företaget
Företaget, tillsammans med recepten på snusblandningar, gick i arv i sex generationer. Familjen blev mycket förmögen och bidrog till utvecklingen av Norrköpings stad, bland annat genom att finansiera ortens bibliotek och konstmuseum. Petter Swartz grundade i Norrköping 1772 Swartziska friskolan som bedrev undervisning i bland annat snickeri och bokföring.
Då den svenska snusindustrin monopoliserades 1915, skulle all tillverkning ske centralt. Framgångarna för Röda Lacket innebar dock att stängningen av fabriken i Norrköping fördröjdes med flera år.

## Produkter
Röda Lacket har en mild, något fruktig smak med toner av lakrits. Lössnuset är mycket finmalet, vilket givit det ett rykte bland svenska snusare att vara ett av de lättaste att baka.